# Β-ガラクトフラノシダーゼ
β-ガラクトフラノシダーゼ(Beta-galactofuranosidase, EC 3.2.1.146)は、系統名をβ-D-ガラクトフラノシド ヒドロラーゼ(beta-D-galactofuranoside hydrolase)という酵素である。以下の化学反応を触媒する。
β-D-ガラクトフラノシドの非還元末端を加水分解し、ガラクトースを遊離する。
プレオスポラ目の菌Bipolaris sacchari(Helminthosporium sacchari)由来の酵素は、ヘルミントスポロシドを無毒化する。